# Stanton Harcourt
Stanton Harcourt – wieś w Anglii, w hrabstwie Oxfordshire, w dystrykcie West Oxfordshire. Leży 10 km na zachód od Oksfordu i 93 km na zachód od Londynu. W 2001 miejscowość liczyła 919 mieszkańców.